# Rhododendron arunachalense
Rhododendron arunachalense är en ljungväxtart som beskrevs av D.F. Chamberlain och S.J. Rae. Rhododendron arunachalense ingår i släktet rododendron, och familjen ljungväxter. Inga underarter finns listade i Catalogue of Life.